# Boussadia

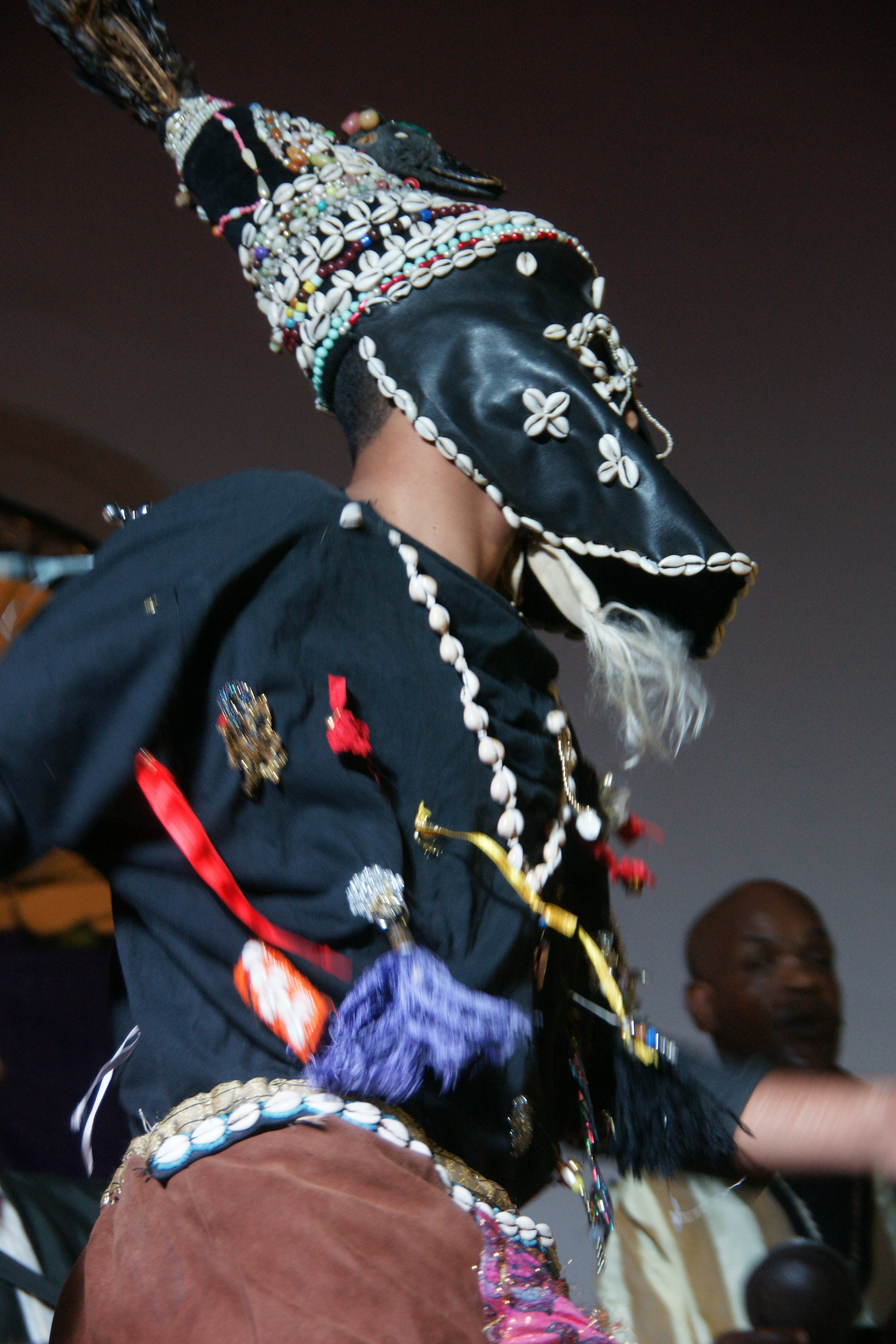
Costume d'un boussadia.

Le boussadia (arabe : بوسعدية) était un danseur ambulant de type saltimbanque ou griot rattaché aux folklores algérien et tunisien. Aujourd'hui presque disparu, même si on le voit encore rarement à Constantine, en Kabylie et à Djerba, il appartient au patrimoine oral au travers des récits des conteurs.
Il évoque par son allure et ses gestes un sorcier africain. En effet, les hommes interprétant ce rôle étaient généralement noirs car originaires du Soudan voire maquillés en noir. Islamisés et poussés à émigrer vers le Maghreb, certains sorciers auraient choisi volontairement de se transformer en personnages ridicules pour exprimer leur désarroi et perpétuer de manière déguisée leurs traditions réprimées par un islam conquérant.
Généralement sans domicile fixe et vivant d'une sorte de mendicité déguisée, il parcourait naguère les routes du pays en passant de villes en villages. L'amusement par le ridicule et le déplacement d'un lieu à un autre constitue un aspect essentiel de sa personnalité. Amusant les adultes et terrorisant les enfants, il participait à l'animation des rues et des marchés en effectuant sa représentation seul au milieu de la foule rassemblée sur une place publique ou au milieu d'un souk.
Le boussadia porte un masque de cuir, un haut bonnet conique et une tenue en haillons, sorte de robe de couleur hétéroclite coupée en lanière censée représenter une peau d'animal, par-dessous un pantalon de toile très légère. Ces habits amples lui permettent de pratiquer une danse marquée d'attitudes burlesques, les pieds croisés l'un devant l'autre, et de tourbillons sur lui-même en l'absence de musique mais accompagné par ses castagnettes en fer ou en cuivre et parfois un tambourineur.
Le boussadia est aussi musicien : d'une part, percussionniste, dès lors qu'il joue par lui-même des castagnettes en fer, du tambour, ou des grelots, trois instruments de percussion. D'autre part, si le boussadia est un danseur, il est aussi un chanteur,.

## Iconographie
- David Junès (1874-1938), Boussaadia, gouache sur papier, 34 cm x 26 cm, signée en bas à gauche, avec mention « Tunis 1925 », présentée dans l'exposition Lumières tunisiennes et dans le catalogue de celle-ci (p. 80).
- Moses Levy, Bus Sadia[4], 1911, eau-forte, 44 cm x 500 cm.